# Манастир Бијелићи
Манастир Бијелићи је манастир Српске православне цркве из Манастир Светог архангела Михаила налази се на брду наспрам острва Михољске Превлаке, у мјесту Бијелићи — Кртоле код Тивта, у Боки Которској.

## Историја
Храм Светог архангела Михаила са припадајућим конаком установљен је као манастир Светог Архангела Михаила 2008. године. Саграђен је трудом схиархимандрита Агапита Шаирова. Архиепископ цетињски митрополит црногорско-приморски г. Амфилохије 9. априла 2016. године замонашио је у манастиру искушеника ове Свете обитељи, што представља прво полагање монашког завјета у новоустановљеном манастиру у Бијелићима. Манастир Светог Архангела Михаила је метох манастира на Михољској Превлаци.